# Medlemmer af byrådet i Høje-Taastrup Kommune 2002-2005
Til byrådet i Høje-Taastrup Kommune valgtes ved kommunalvalget den 20. november 2001 21 medlemmer, der alle tiltrådte 1. januar 2002. Mandatfordelingen var som følger:
- A: Socialdemokratiet: 11 mandater
- C: Det Konservative Folkeparti: 3 mandater
- F: Socialistisk Folkeparti: 1 mandat
- O: Dansk Folkeparti: 2 mandater
- V: Venstre: 4 mandater

Borgmesteren i valgperioden var Anders Bak fra Socialdemokratiet, der havde siddet som borgmester siden 1986. Dette var hans sidste valgperiode som borgmester.

## Valgte medlemmer
| Navn                          | Parti                       |
| ----------------------------- | --------------------------- |
| Anders Bak                    | Socialdemokratiet           |
| Kemal Bektas                  | Socialdemokratiet           |
| Poul Bonderup                 | Venstre                     |
| Laurids Christensen           | Det Konservative Folkeparti |
| Pia David                     | Det Konservative Folkeparti |
| Ernst Kaj Schacht Hansen      | Socialdemokratiet           |
| Lizzie Birgit Hansen          | Socialdemokratiet           |
| Ole Rask Vendelbo Helding     | Socialistisk Folkeparti     |
| Svend-Erik Hermansen          | Socialdemokratiet           |
| Lasse Josef Herrun            | Dansk Folkeparti            |
| Tina Marianne Jensen          | Venstre                     |
| Annette Johansen              | Socialdemokratiet           |
| Conny Annelise Trøjborg Krogh | Socialdemokratiet           |
| Flemming Østergaard Larsen    | Socialdemokratiet           |
| Kåre Rudi Nygård              | Socialdemokratiet           |
| Lars Prier                    | Dansk Folkeparti            |
| John Paulsen Severin          | Socialdemokratiet           |
| Søren Dejgård Sørensen        | Venstre                     |
| Vibeke Wahl Winther           | Socialdemokratiet           |
| Michael Ziegler               | Det Konservative Folkeparti |
| Alpaslan Åzkan                | Venstre                     |